# معاملة مالية

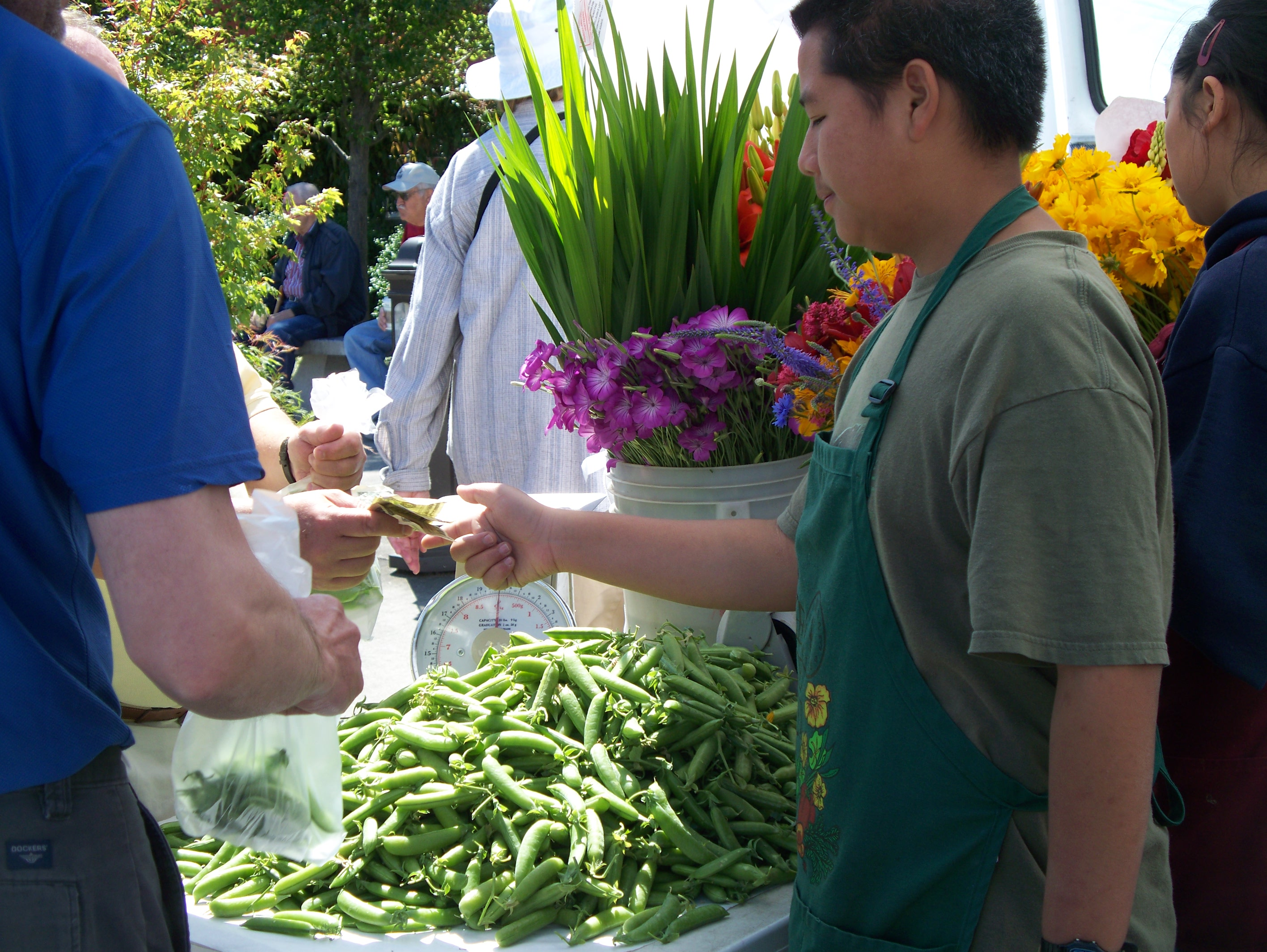

المعاملة المالية هي اتفاق، أو تواصل، أو حركة تتم
بين بائع ومشترٍ لتبادل أصل ما مقابل مبلغ مدفوع. وتتضمن المعاملة تغيرًا في الحالة المالية لاثنين أو أكثر من الشركات أو الأفراد. ويكون البائع والمشتري كيانين منفصلين يتضمنان عادةً تبادل مواد ذات قيمة، مثل المعلومات، والسلع، والخدمات، والأموال. ينطبق مفهوم المعاملة كذلك على تبادل السلع في إحدى المرات، ثم تبادل المال في مرة أخرى. وتُعرَف هنا بالمعاملة ثنائية الأجزاء: جزء يتضمن منح المال، والآخر يتضمن تلقي السلع.

## التاريخ
قديمًا، كانت المعاملات غير المالية تُجرَى عادةً من خلال نظام المقايضة، الذي كان يتم فيه تبادل السلع والخدمات تبادلاً مباشرًا، دون وسيط مالي. وكان لذلك النظام عيوب معينة، مثل ضرورة مقابلة التجار أو وسطائهم وجهًا لوجه، وإتمام المعاملات بطبيعة الحال في مرة واحدة. ومع ظهور المعادن النفيسة، مثل الذهب والفضة، صارت التجارة غير المباشرة التي يفصلها الزمان والمكان أمرًا ممكنًا. ومع تشييد المدن والدول والإمبراطوريات، تم سكّ العملات المعدنية وغيرها من صور النقود المسكوكة المضغوطة أو طباعتها كنقود إلزامية تخضع لقيم محددة، مما يسمح بتراكم الأصول التي لن تتدهور بمرور الزمن، على عكس السلع، والتي تحظى أيضًا بدعم نسبي من الحكومة، مما يسمح للحكومة بتعديل قيمتها عن طريق إنتاج قدر أكبر أو أقل من العملة. ومع استبدال العملات الثابتة بالعملات العائمة في القرن العشرين، وبعد أن جعل ظهور شبكات الحاسوب من النقود الإلكترونية أمرًا ممكنًا، سرعان ما شهدت المعاملات المالية زيادة من حيث السرعة والتعقيد.

## الموقف الحالي
في عام 1997، تم تبادل 1٫3 بليون دولار في سوق الصرف الأجنبي، وهو ما يساوي نحو 475 بليون دولار سنويًا.
قفزت المعاملات المالية الدولية من 1٫1 كوادريليون دولار في عام 2002 إلى 2٫2 كوادريليون دولار في عام 2008. و95% من هذا المقدار تحقق عن طريق المضاربة.

## أمثلة

### الشراء
يُعَد الشراء أكثر أنواع المعاملات المالية شيوعًا. وفيه، تتم مبادلة شيء أو سلعة ما مقابل المال. وينتج عن هذه المعاملة تراجعًا في أموال المشتري وزيادة في الفوائد التي يحصل عليها البائعون. ومن الأمثلة على تلك المعاملة العقارية.

### القرض
يمثل القرض معاملة أكثر تعقيدًا بعض الشيء، إذ يقدم فيها المُقرِض مبلغًا كبيرًا دفعةً واحدة للمقترض في مقابل عدد أكبر من المبالغ الأصغر يدفعها المقترض للمُقرِض بمرور الوقت. ويكون ذلك عادةً وفق جدول زمني محدد. ويفوق إجمالي هذه المدفوعات المتأخرة قيمة المبلغ الكبير الأولي. وهذا الاختلاف في المدفوعات يُسمَى الفائدة. ولا تُمنَح الأموال هنا لسبب محدد.

### الرهن
الرهن مزيج من القرض والشراء يقدم فيها المُقرِض مبلغًا كبيرًا من المال للمقترض لسبب معين، وهو شراء شيء ما باهظ التكلفة (منزل كمثال). وكجزء من هذه المعاملة، يوافق المقترض غالبًا على إعادة الغرض (بقيمه أعلى مما أقترضه) للمُقرِض في حال عدم رد قيمة الرهن في الوقت المحدد. هذا ضمان لرد الرهن يُعرَف بالضمان الإضافي.